# Pisinidea exsuperans
Pisinidea exsuperans är en fjärilsart som beskrevs av Edward Meyrick 1920. Pisinidea exsuperans ingår i släktet Pisinidea och familjen vecklare. Inga underarter finns listade i Catalogue of Life.